# Paolo e Uan - Bim Bum Bam/Piccolo Principe
Paolo e Uan - Bim Bum Bam/Piccolo Principe  è un singolo discografico del Piccolo Coro dell'Antoniano, inciso con Paolo Bonolis e il pupazzo Uan, doppiato da Giancarlo Muratori, pubblicato nel 1984.

## I brani
Il brano Paolo e Uan - Bim Bum Bam era la settima sigla del programma televisivo Bim bum bam, scritto da Luciano Beretta, Albano Bertoni su musica e arrangiamento di Augusto Martelli.
Piccolo Principe è un brano musicale sigla dell'anime Il piccolo principe, scritto da Alessandra Valeri Manera su musica e arrangiamento di Augusto Martelli.

## Tracce
Lato A
1. Paolo Bonolis e Uan – Paolo e Uan - Bim Bum Bam – 2:45 (testo: Luciano Beretta e Albano Bertoni – musica: Augusto Martelli)

Lato B
1. Piccolo Coro dell'Antoniano – Piccolo Principe – 2:55 (testo: Alessandra Valeri Manera – musica: Augusto Martelli)

## Musicisti

### Paolo e Uan - Bim Bum Bam
- Augusto Martelli – Produzione, arrangiamento e direzione orchestra
- Giordano Bruno Martelli – Produzione, arrangiamento
- Enzo Maffioni – Registrazione base musicale allo Studio Region, Milano
- Tonino Paolillo – Registrazione base musicale al Mondial Sound Studio, Milano
- Giancarlo Otti – Registrazione e mixaggio voci allo Studio Antoniano, Bologna
- Orchestra di Augusto Martelli – Esecuzione musicale
- Mariele Ventre – Direzione del coro

### Piccolo Principe
- Augusto Martelli – Produzione, arrangiamento e direzione orchestra
- Giordano Bruno Martelli – Produzione, arrangiamento
- Enzo Maffioni – Registrazione base musicale allo Studio Region, Milano
- Tonino Paolillo – Registrazione base musicale al Mondial Sound Studio, Milano
- Giancarlo Otti – Registrazione e mixaggio voci allo Studio Antoniano, Bologna
- Orchestra di Augusto Martelli – Esecuzione musicale
- Mariele Ventre – Direzione del coro

## Produzione
- Alessandra Valeri Manera – Produzione artistica e discografica
- Direzione Creativa e Coordinamento Immagine Mediaset – Grafica

## Edizioni
Entrambi i brani sono stati inseriti nella compilation "Fivelandia 2" e in numerose raccolte.